# Heden, Falkenbergs kommun
Heden är en bebyggelse strax söder om Ullared, öster om Högvadsån och invid länsväg 154 i Ullareds socken i Falkenbergs kommun. Från 2015 till 2023 avgränsade SCB här en småort. Vid avgränsningen 2023 klassades bebyggelsen som en del av tätorten Ullared.